# Islas del Canal (Malvinas)
Las islas del Canal (en inglés: Channel Islands) forman parte de las islas Malvinas. Está compuesto por dos islas unidas por un pequeño istmo, ubicadas al oeste de la isla Gran Malvina, más precisamente al norte de la isla San José, entre la isla Penn y la isla San Rafael.